# Albert Wollenberger

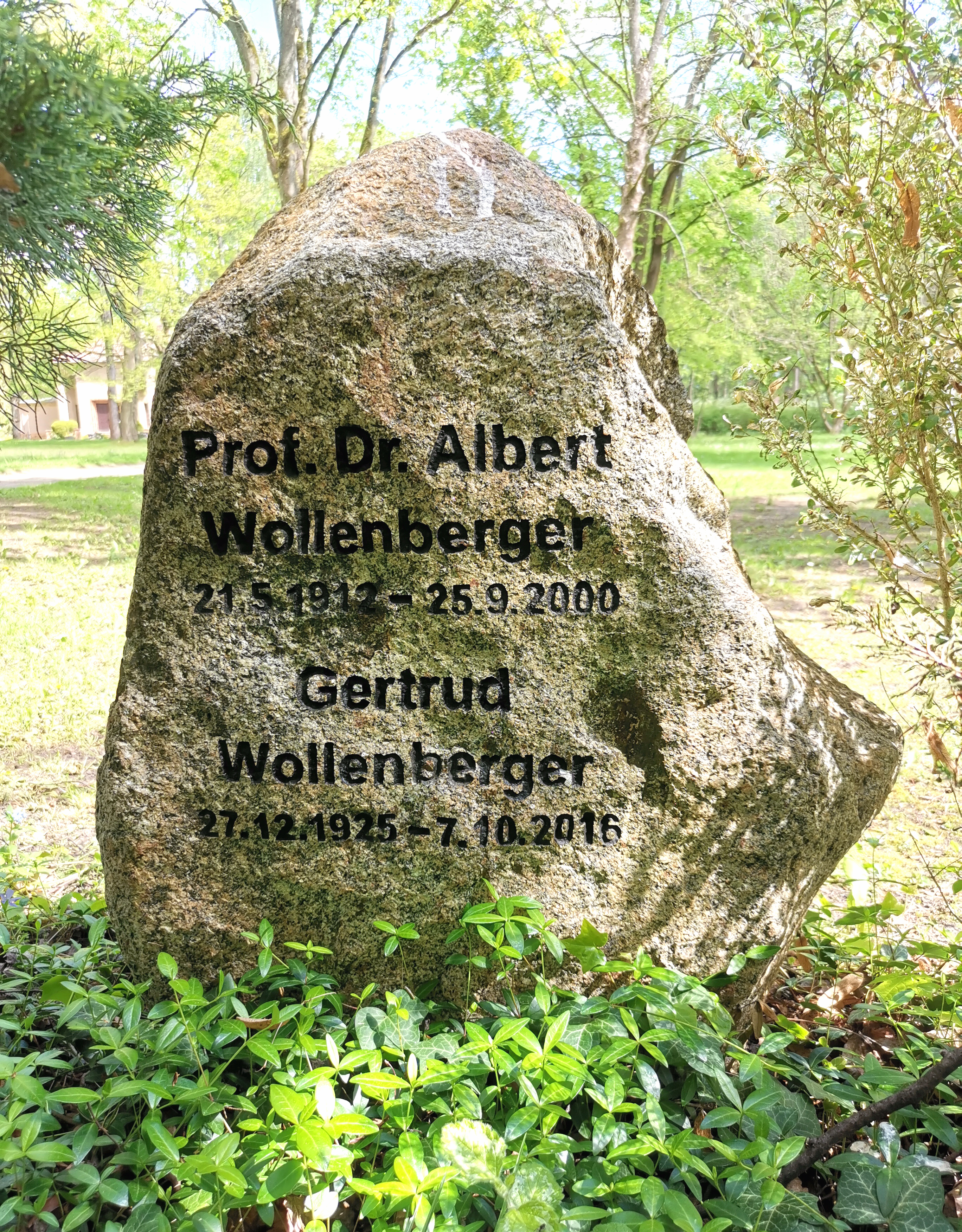
Grab auf dem Friedhof Pankow XII in Berlin-Buch (Feld 20)

Albert Wollenberger (* 21. Mai 1912 in Freiburg im Breisgau; † 25. September 2000 in Berlin) war ein deutscher Arzt, Biochemiker und Pharmakologe. Er leitete von 1965 bis 1972 das Institut für Kreislaufforschung der Deutschen Akademie der Wissenschaften zu Berlin und war ab 1972 Bereichsdirektor an dessen Nachfolgeinstitution, dem Zentralinstitut für Herz-Kreislaufforschung in Berlin-Buch. Aufgrund seiner Forschungsaktivitäten gilt er als Mitbegründer der molekularen und zellulären Kardiologie. Unter anderem entwickelte er ein Verfahren zur Kryofixierung von Gewebe am schlagenden Herzen, das unter der Bezeichnung „Wollenberger clamp“ Verbreitung in der kardiologischen Forschung fand.

## Leben
Albert Wollenberger wurde als Sohn des Zahnarztes Sigmund Wollenberger (1880–1978) und seiner Frau Seline, geb. Dukas (1887–1974), in Freiburg geboren und lebte mit seiner Familie von 1913 bis 1919 in Genf sowie anschließend in Berlin. Er absolvierte sein Abitur 1931 in Berlin-Charlottenburg und begann danach ein Studium der Medizin und Biologie an der Universität Berlin. Nach der Machtergreifung der Nationalsozialisten in Deutschland emigrierte er 1933 aus politischen Gründen über die Schweiz, Frankreich und Dänemark im Jahr 1937 in die Vereinigten Staaten. Dort setzte er von 1940 bis 1945 sein Studium an der Harvard University fort, an der er in der Arbeitsgruppe des Nobelpreisträgers Fritz Albert Lipmann auch promovierte und 1946 als wissenschaftlicher Mitarbeiter unter Otto Krayer am Pharmakologischen Institut tätig war. Zum Beginn der 1950er Jahre verließ er unter dem Eindruck der McCarthy-Ära die USA und kehrte nach Europa zurück. Er wirkte hier zunächst als Gastprofessor am Carlsberg-Laboratorium in Kopenhagen, am Institut für Biochemie der Universität Uppsala, am Psychiatrischen Institut der University of London und am Institut für Neurophysiologie der Universität Kopenhagen.
Aufgrund seiner politischen Überzeugungen ließ er sich dann in der Deutschen Demokratischen Republik nieder. Er erhielt hier 1954 einen Lehrstuhl für Pharmakologie an der Berliner Humboldt-Universität und war zwei Jahre später Mitbegründer der Arbeitsstelle für Biochemie des Herzens in Berlin-Buch, die er ab 1962 leitete. Aus dieser ging 1965 das Institut für Kreislaufforschung der Deutschen Akademie der Wissenschaften zu Berlin hervor, dessen Direktor er von der Gründung bis 1972 war. Im gleichen Jahr entstand aus dem Institut sowie dem Institut für kortiko-viszerale Pathologie und Therapie das Zentralinstitut für Herz-Kreislaufforschung, an dem er bis zu seiner Emeritierung im Jahr 1978 als Leiter des Bereichs „Molekulare und Zelluläre Kardiologie“ fungierte. Im Jahr 1968 begründete er mit anderen Wissenschaftlern die Fachgesellschaft International Society of Heart Research (Internationale Gesellschaft für Herzforschung), deren Präsident er von 1973 bis 1976 war, und ein Jahr später die Fachzeitschrift Journal of Molecular and Cellular Cardiology. Er blieb bis zum Ende der 1980er Jahre wissenschaftlich aktiv und starb im September 2000 in Berlin.
Sein 1952 in Dänemark, dem Heimatland seiner Frau, geborener Sohn Knud Wollenberger war ab 1981 mit Vera Lengsfeld verheiratet, die zu den bekanntesten Vertreterinnen der DDR-Opposition zählte.

## Wissenschaftliches Wirken
Schwerpunkte der Forschungsaktivitäten von Albert Wollenberger waren die Regulation der Herzfunktion sowie die Grundlagen der Herzischämie und der Herzhypertrophie. Er publizierte im Laufe seiner Karriere über 400 wissenschaftliche Arbeiten und Bücher. Zu seinen bekanntesten Beiträgen zählt ein 1960 veröffentlichtes Verfahren zur Kryofixierung von Gewebe am schlagenden Herzen, das bis in die Gegenwart unter der Bezeichnung „Wollenberger clamp“ eine weltweit verbreitete Routinemethode in der kardiologischen Forschung ist. Darüber hinaus beschrieb er 1987 mit seiner Arbeitsgruppe Autoantikörper gegen β1-Adrenozeptoren bei Patienten mit dilatativer Kardiomyopathie und 1989 einen Bluttest zur Früherkennung eines Herzinfarkts.

## Auszeichnungen
Albert Wollenberger war ab 1972 korrespondierendes und ab 1978 ordentliches Mitglied der Akademie der Wissenschaften der DDR und wurde darüber hinaus 1974 in die Deutsche Akademie der Naturforscher Leopoldina aufgenommen. Im Jahr 1964 erhielt er den Nationalpreis der DDR, 1972 den Vaterländischen Verdienstorden in Silber und 1982 in Gold.

## Werke (Auswahl)
- Albert Wollenberger, Otto Ristau, Georg Schoffa: Eine einfache Technik der extrem schnellen Abkühlung größerer Gewebestücke. In: Pflügers Archiv. 270/1960, S. 399–412.
- Cyclic Nucleotides and Protein Phosphorylation in Cell Regulation. Oxford und New York 1979 (als Mitherausgeber)
- Die nervale und hormonelle Regulation des Herzens: Biochemische Mechanismen. Berlin 1982
- Cellular and Molecular Aspects of the Regulation of the Heart. Berlin 1984 (als Mitherausgeber)